# Deusdédito (cardeal)
Deusdédito (em latim: Deusdedit; n. Todi, Itália – m. entre 1097 e 1100) foi cardeal-presbítero de San Pietro in Vincoli em Roma. Ele era amigo do papa Gregório VII e defensor de suas reformas. Deusdédito juntou-se à Ordem de São Bento e tornou-se um grande promotor destas reformas na segunda metade do século XI.

## Vida e obras
Participou em 1078 de um sínodo em Roma no qual representou as opiniões de Berengário de Tours. Durante a Controvérsia das investiduras, esteve sempre do lado de Gregório e era um de seus principais defensores. Por sugestão dele, preparou uma coleção de cânones, terminada em 1087, a dedicou ao papa Vítor III, composta de 4 livros. O primeiro, com 327 capítulos, trata do poder da Igreja Católica Romana; o segundo (163 capítulos), do clero romano; o terceiro (289 capítulos), de assuntos eclesiásticos; e o quarto (437 capítulos), da liberdade da Igreja e de seus ministros e da imunidade do clero. A obra foi baseada em coleções anteriores, como a de Burcardo de Worms, e em documentos originais na biblioteca do Palácio de Latrão. Seu objetivo era defender os direitos e as liberdades da Igreja e a autoridade da Santa Sé, princípios básicos das medidas propostas nas reformas gregorianas. 
Esta coleção também revela Deusdédito como o mais importante canonista antes de Graciano. Durante o papado de Urbano II, Deusdétito escreveu outra obra obra em prol das reformas, "Libellus contra invasores et symoniacos et reliquos schismaticos", completada em 1099, uma importante fonte para a história da controvérsia no período. Nela, o autor defende que os poderes temporais não tem autoridade sobre assuntos eclesiásticos e, particularmente, nenhum direito de exercitar a investidura clerical. 
Alguns autores defendem ainda que Deusdédito seja o autor da obra chamada "Dictatus Papæ", uma coleção de vinte e sete curtas teses sobre os privilégios da Igreja e do papa, que outros defendem ser obra do próprio papa Gregório VII. Finalmente, é possível que Deusdédito seja ainda o editor de uma famosa e importante coleção de cartas de Gregório. Se for o caso, ele seria então um conselheiro próximo e o herdeiro intelectual deste papa. 
Em 4 de abril de 1100, um certo "Alberico" aparece como titular de San Pietro in Vincoli, indicando que Deusdédito já estaria morto nesta data.

## Atribuição
- "Cardinal Deusdedit" na edição de 1913 da Enciclopédia Católica (em inglês).  Em domínio público.